# Eustrotia sectirena
Eustrotia sectirena är en fjärilsart som beskrevs av George Francis Hampson 1914. Eustrotia sectirena ingår i släktet Eustrotia och familjen nattflyn. Inga underarter finns listade i Catalogue of Life.